# Giacomo Zanella
Giacomo Zanella (Chiampo, 9 settembre 1820 – Cavazzale di Monticello Conte Otto, 17 maggio 1888) è stato un presbitero, poeta e traduttore italiano.

## Biografia

### Primi anni
Con questi versi della poesia intitolata A Fedele Lampertico, scritta nel 1868, Giacomo Zanella descrive il suo amato paese, Chiampo, situato nella verde campagna vicentina. Il poeta nacque a Chiampo il 9 settembre 1820, da famiglia di modeste condizioni. Il padre, Adriano, possedeva un negozio di generi vari; la madre, Laura Beretta, era imparentata con alcune notabili famiglie del luogo. Nel villaggio natio il poeta trascorse i primi otto anni della sua vita.

### Percorso scolastico e professionale
A Vicenza frequentò le prime due classi del Ginnasio comunale e fu poi iscritto, come convittore, alle scuole del Seminario vescovile della stessa città. Quel soggiorno nel Seminario vicentino, secondo il Fogazzaro, spiega come Giacomo Zanella "acquistasse tardi quella libertà intellettuale in cui trovò la sua vita" e parlerà di quel "piccolo mondo vicentino, fra il 1830 e il 1840", come di un mondo "cinto da un altro (...) quasi sconosciuto".
Era infatti quello un ambiente ancorato alla tradizione umanistica, dove non era lecito esprimere attitudini proprie, né accogliere esperienze letterarie più recenti. Zanella fu però sempre legato da riconoscenza e affetto ai suoi maestri che, pur essendo ancora legati alla scuola classica, si dimostrarono aperti alle idee più moderne. Dalla Valle leggeva ai suoi scolari gli inni di Terenzio Mamiani e, come ricorda Lampertico, fu egli stesso ad avvicinarlo alle poesie di Leopardi.
Fu la lettura di Leopardi certo importante per la sua formazione culturale; egli amò in modo particolare questo poeta, del quale accolse, nelle sue poesie, i temi e le cadenze. Gli autori italiani più coltivati nel Seminario vicentino e che Zanella cominciò a conoscere e amare furono Alfieri, Monti, Foscolo e Giuseppe Parini.
Fattosi chierico nel 1837, entrò negli ordini maggiori nel 1841 e il 16 agosto 1843 fu ordinato sacerdote, per essere subito dopo nominato professore nel Seminario, ove stette fino al 1853.
Nel 1847 sostenne con il massimo dei voti e la lode uno dei tre esami previsti per la laurea in filosofia; ciò ha dato origine all'idea che fosse laureato in filosofia, ma Zanella non concluse il percorso.
Dal 1853 al 1857, essendosi dimesso dall'insegnamento in Seminario, fu istitutore privato di giovani a Vicenza, tra cui Antonio Fogazzaro. Nel 1857 acquisì l'abilitazione all'insegnamento, avendo sostenuto gli esami relativi presso l'Università di Padova e fu assegnato dapprima al Liceo Santa Caterina di Venezia, poi dal 1859 al 1862 al Liceo ginnasio Antonio Pigafetta di Vicenza, dove aveva studiato, e infine al Santo Stefano di Padova, dove fece solo da direttore. Dal 1863 fu maestro di Vittoria Aganoor, per circa 15 anni.
Dal 1866 ebbe la cattedra di letteratura italiana all'Università di Padova, dove nel 1871-72 fu elevato alla carica di Magnifico rettore. Si dimise dall'insegnamento nel 1876. Successivamente fu sovraintendente scolastico al Collegio delle Dame Inglesi di Vicenza e direttore della scuola rurale femminile di Polegge, una frazione di Vicenza.

### Il soffio dei nuovi tempi
Intanto con gli avvenimenti di Pio IX era entrato più che mai nel Seminario il soffio dei nuovi tempi. Nel 1843 era uscito il libro di Vincenzo Gioberti sul primato morale e civile degli italiani, accolto subito con immenso entusiasmo. Il 1848 fu giobertiano.
Le riforme di Leopoldo II, l'insurrezione in Sicilia, lo statuto a Torino, a Firenze e finalmente a Roma; tutta l'Italia, in pochi mesi, si trovò ad essere costituzionale, ad eccezione dei territori austriaci e dei ducati veneti, anch'essi in potere austriaco.
Questo precipitare degli eventi parve conferma del disegno di Gioberti: la condotta antipatriottica di papa Pio IX attuava di quel disegno una metà; l'altra metà era negata dalla fermezza antiliberale dell'Austria. Ma il 25 aprile, anche l'Imperatore d'Austria promulgava una costituzione e in seguito, da Venezia a Milano fu tutto un incendio di valore popolare. La guerra degli stati italiani contro l'Austria, erompeva quasi spontanea e più che guerra era un soccorso portato dagli eserciti ai popoli della Lombardia e della Venezia, "intrepidi difensori dei propri diritti".
Zanella seguì i fatti del 1848 con ansia e con profonda, convinta fede patriottica. Il 10 giugno, Vicenza cadde e la polizia, messa in sospetto da qualche voce, diffidando dei sentimenti patriottici di Zanella, il 4 marzo del 1850, fece una perquisizione in casa del professore. La polizia trovò dei manoscritti e una copia dell'opera Le mie prigioni di Pellico, che sequestrò.
Da Padova, ben sedici anni dopo, scrivendo a Lampertico, felicitandosi per la sua elezione a Deputato al Parlamento nazionale, ricordava di aver scritto per lui, nel 1849, delle quartine dove nominava Roma e il Campidoglio. Ciò nonostante, i sospetti continuarono, e Zanella fu costretto a rinunciare alla cattedra. Lasciare l'insegnamento causò al poeta un grande dolore e per distrarsi egli si diede, con maggior intensità e ardore, agli studi dell'antichità classica, specialmente allo studio del greco.
Dopo l'unificazione del Veneto all'Italia (1866), quale poeta e patriota stimato venne incaricato dal prof. Ferdinando Coletti nel 1879 di scrivere una dedica per un album da donare a Teresa Cibele Legnazzi, per attestare a questa patriota il riconoscimento per l'attività clandestina svolta nei Comitati segreti. L'album è preziosa testimonianza del periodo risorgimentale in quanto contiene le fotografie e le lettere di adesione di duecentoventun patrioti, "il fior fiore dell'intelligenza e del patriottismo veneto".

### Zanella traduttore
Zanella fu buon traduttore dal greco e dal latino, molto prima di iniziare le traduzioni degli scrittori stranieri. Appartengono al periodo antecedente al 1850 alcune traduzioni di versioni bibliche; dal 1850 in poi egli traduce con passione dai classici latini e greci, specialmente da Tibullo, Ovidio, Catullo e Anacreonte.
Oltre allo studio approfondito delle lingue classiche sappiamo che Zanella, in questi anni, si dedicò allo studio della lingua tedesca e approfondì quello della lingua inglese, già iniziato in Seminario. Questo studio non fu senza effetti sulla sua poesia dove si possono cogliere più di un'eco o di una reminiscenza di quei poeti tanto amorevolmente letti e più tardi tradotti.
Nel 1850 si ammalò gravemente la madre e Zanella, rimasto profondamente addolorato e turbato, cadde in quella malinconia che, molti anni più tardi, in forma tanto più grave, lo allontanerà da tutti. Nel 1857 fu nominato supplente per la filosofia e per la letteratura italiana, a Venezia, e il 29 luglio professore effettivo nel Ginnasio-Liceo di Santa Caterina.
Il 14 settembre 1858 venne destinato definitivamente presso il Ginnasio-Liceo di Vicenza, dove rimase per sei anni.
Il 30 gennaio 1862 fu nominato direttore provvisorio e il 22 dicembre 1863 direttore effettivo del Ginnasio liceale di Padova e in questa città il poeta, che era tanto legato nell'affetto alla sua Vicenza, si trasferì non senza dispiacere.

### Prime pubblicazioni
Nel 1864 gli era stato chiesto di pubblicare i suoi versi, ma il poeta è restio e solamente nel 1867 si lascerà finalmente convincere e, dopo intenso lavoro di riordino, anche aiutato e sorretto dagli amici, finalmente il volume è pronto. Il libro venne stampato presso l'editore Barbèra nel 1868 con il titolo di Versi e ottenne presto un grande successo soprattutto nell'ambiente veneto, dove Zanella aveva molti amici fedeli e affezionati.
La poesia di Zanella cominciava ad affermarsi quando più debole si faceva sentire quella di Prati e di Aleardi con le sue forme stucchevoli e lacrimevoli, e si può collocare tra il periodo che intercorre tra la poesia di Leopardi e quella di Carducci.
Pertanto la voce poetica di Zanella s'impone in quel periodo della seconda generazione romantica che darà poi inizio al moto di reazione, con la Scapigliatura da una parte e la poesia realistica dall'altra, per giungere sino al neoclassicismo di Carducci, mentre all'influsso del parnassianesimo francese si mescolava quello del sorgente scientismo e del positivismo.
Zanella, inserito in questo complesso di esperienze, riesce, forse più di altri poeti e scrittori dell'epoca, a distinguersi per certe caratteristiche proprie, tanto da apparire quasi una figura isolata.

### Estetica
Dove trovasse la sua estetica Zanella, ce lo dice: "Io la mia estetica l'ho trovata da un pezzo nel vecchio Omero. Il cantore sia libero; la materia che prende a trattare sia possibilmente nuova e resa amabile dalla bellezza del verso. Ecco il canone supremo, immortale dell'arte". Egli voleva, nella poesia, precisione, sobrietà e purezza di forme, ed è facile comprendere come mai egli fu così spesso severo contro l'arte poetica dei suoi tempi.
Zanella si preoccupa non solo della forma, ma anche del contenuto della poesia e per le sue liriche egli usò pure le forme metriche classiche della lirica italiana, mentre non fu favorevole né alla canzone libera del tipo leopardiano, né ai metri barbari.
Nel 1870 scrive l'ode Gli Ossari di S. Martino e Solferino che fu oggetto d'interpretazioni inesatte e tendenziose. In questa ode vi sono due versi particolarmente fieri contro i repubblicani, allora capeggiati da Felice Cavallotti.

### Gli anni della malinconia
Nel 1871 fu eletto Rettore dell'Università di Padova per l'anno accademico 1871-1872, anno in cui si ammala gravemente la madre, alla quale il poeta era legato da profondo affetto. In quello stesso anno, 1872, la madre muore lasciando Zanella in uno stato di profonda depressione, dal quale non seppe reagire né con il corpo né con lo spirito per molti anni.
Nel 1875 Zanella chiese e ottenne dal ministro Bonghi di essere collocato a riposo. Gli fu conferito il titolo di professore emerito della facoltà di Lettere e filosofia nell'Università di Padova. Più tardi l'Università di Napoli gli propose la cattedra di letteratura italiana nella facoltà di lettere, ma egli declinò l'offerta.

#### Villetta a Cavazzale
Nel 1876 il poeta sembra riprendersi ma sente, dopo quegli anni di "fiera malinconia", il desiderio della solitudine e della pace campestre per poter dimenticare, a contatto con la natura tanto amata, i travagli del "secol faccendiere".
Nel 1878, si fece costruire una villetta a Cavazzale, sulle rive del fiume Astichello, e lì trascorse i suoi ultimi anni, recandosi ogni tanto in città a trovare gli amici.

#### La raccolta di poesie: Astichello
In questi anni Zanella seppe dare il meglio del suo spirito e della sua arte, perché seppe trascrivere con semplicità le sensazioni che le cose minute della natura gli risvegliavano e i sonetti, raccolti sotto il nome di l'Astichello, sono senza dubbio tra le sue cose migliori.
Nel dicembre del 1887 si reca a Firenze, per leggere all'Accademia della Crusca la commemorazione di Giuseppe Barbieri. Sarà questa una delle ultime volte in cui si recherà in città.

### Morte

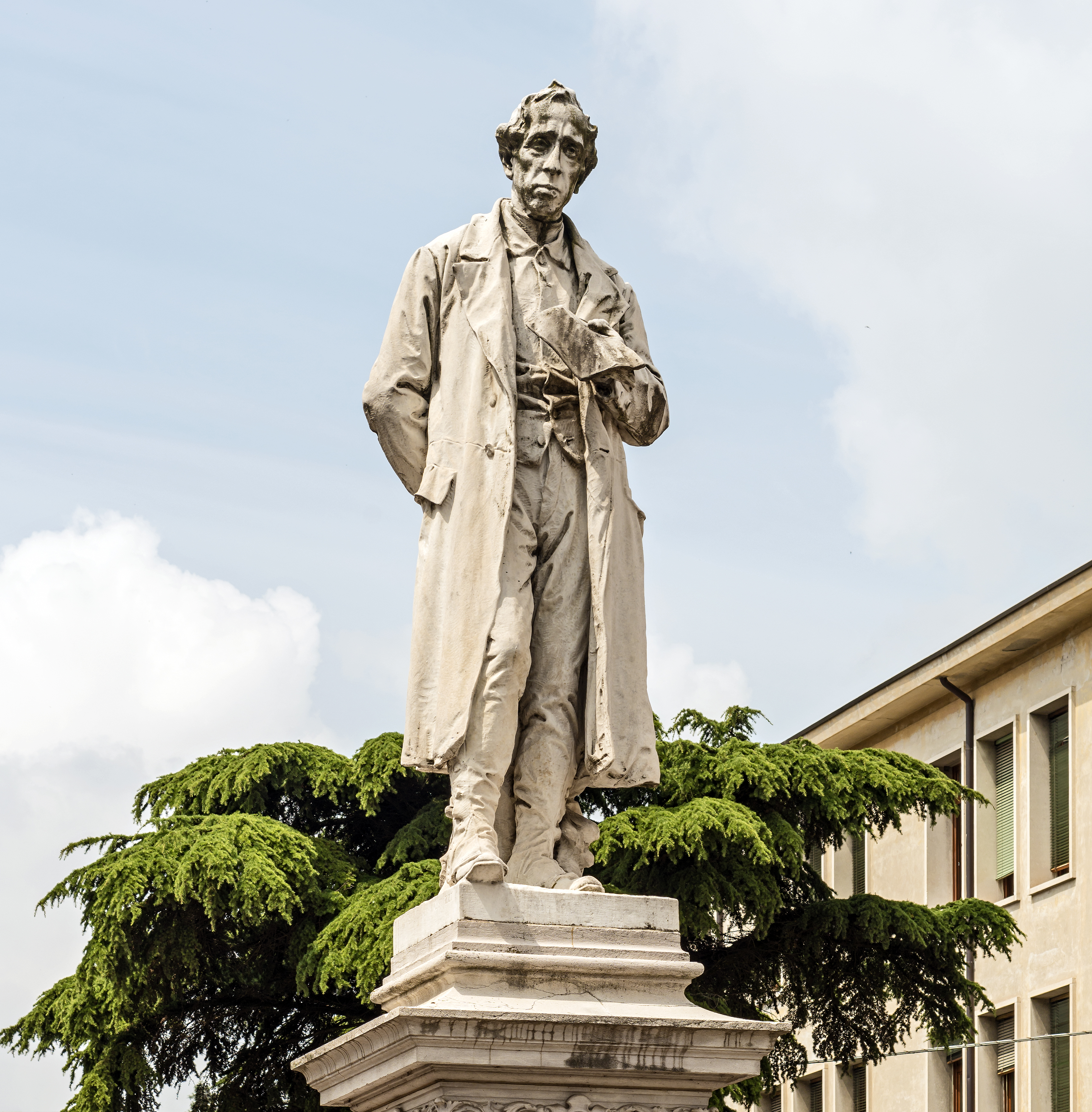
Statua a Giacomo Zanella a Vicenza in piazza San Lorenzo

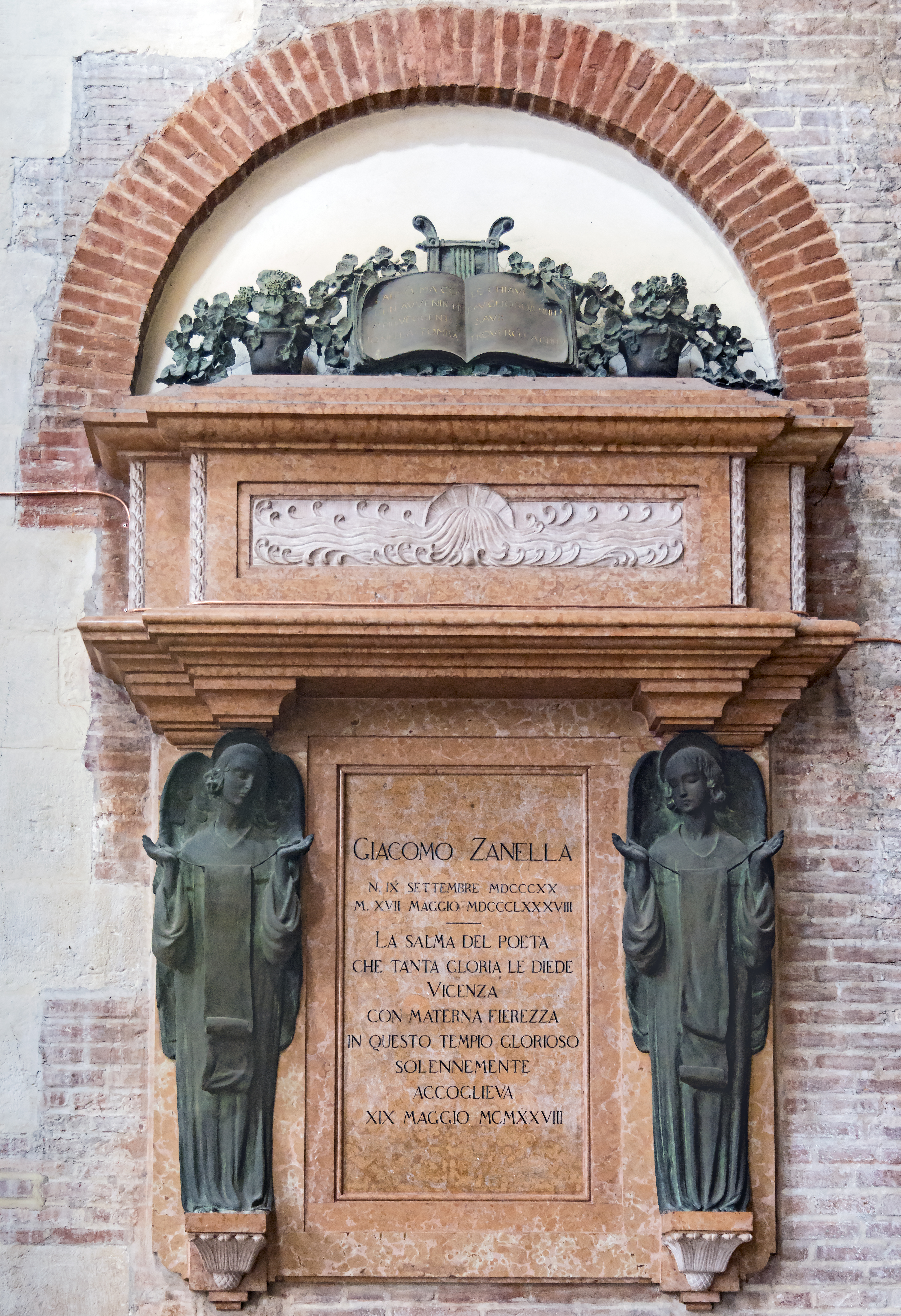
Tomba di Giacomo Zanella, Chiesa di San Lorenzo, Vicenza

Il 14 febbraio 1888, il poeta fu colto da grave malore in casa del suo amico Fedele Lampertico. Si riebbe e ritornò nella sua villetta in campagna, ma lì non ebbe grande miglioramento e la malinconia si faceva ogni giorno maggiore. Chiuso nella sua villetta presso l'Astichello, Zanella accoglieva gli amici, ma dinanzi a loro rimaneva muto e lontano. La fine non tardò a venire: la notte del 17 maggio 1888 egli spirava.

A memoria di Zanella si leggono sulla tomba i seguenti versi:
Fu deciso di erigere in una delle piazze della città, la statua del poeta e fu indetto un concorso tra i vari scultori.
In una lettera di Antonio Fogazzaro allo scultore Francesco Schetzer, datata 14 ottobre 1889 da Montegalda, possiamo avere un'idea abbastanza precisa dell'aspetto fisico del poeta: "Lo Zanella fu di statura mediocre, e forse men che mediocre, ma non comparia tale perché la persona era asciutta e sottile. L'andatura ebbe sempre fiacca, e come cascante, pareva l'andatura di un uomo assorto in altri pensieri, il cui spirito, tutto raccolto nella fronte, non curasse di reggere le altre membra. Stando a crocchio, teneva abitualmente le mani in tasca e i gomiti sporgenti all'infuori....Usava una specie di redingote che portava volentieri aperta, calzoni corti da prete, calze, scarpe con fibbia, cappello a cilindro; non portava la sottana e il cappello a tre punte che la mattina per andare a messa. D'inverno portava un paletot assai lungo. In casa usava la veste da camera".

## L'opera poetica e i temi della sua poesia
(G. Zanella)
L'operosità poetica di Zanella occupa circa un trentennio, dal 1860 al 1887. Con queste date si può fissare il periodo della sua maturità poetica, senza però dimenticare i componimenti anteriori a questo periodo che, anche se sono stati per lo più rifusi o rinnovati del tutto posteriormente al 1860, conservano, nella loro prima stesura, elementi e temi non privi di originalità e anticipatori di motivi che saranno poi sviluppati nelle poesie più tarde.

### Il tema di Psiche
Del 1847 sono le terzine che hanno per titolo Psiche traduzione libera di un'elegia latina di Carlo Bologna, professore nel seminario vicentino e scrittore di prose e poesie latine.
Il tema di Psiche è certamente uno di quei temi di lunga tradizione. Lo predilesse l'arte greca e lo trattò per la prima volta Apuleio.
Ne fu attratto l'elegiaco Ippolito Pindemonte, vi si ispirò Canova per una delle sue più belle sculture, a Psiche Prati intitolò una Raccolta di sonetti e al mito di Psiche tornerà anche Pascoli.
Zanella, nel discorso Della filologia classica, dirà: "Presso i Greci è rimasto quel vaghissimo traslato di psiche, farfalla, dato all'anima, che infinita nelle sue brame si gitta avidamente sovra tutti i beni e li sfiora, senza mai trovare quaggiù quell'Uno che possa arrestarla nel leggero ed inquieto suo volo".

### Il tema della patria nelle poesie del 1848
Del novembre 1848 abbiamo i versi Ad un amico abile suonatore di pianoforte (l'amico è Fedele Lampertico) che è quanto ci resta di quella poesia patriottica e civile composta prima del 1851, anno in cui, il poeta fu costretto, a causa della perquisizione austriaca, a distruggere tutte quelle poesie che potevano in qualche modo destare i sospetti della polizia. La voce dell'ispirazione patriottica è, senza dubbio, nel poeta, una voce minore. Manca, in questa, quella impetuosità, quella forza che possiamo trovare ad esempio in Carducci di Giambi ed Epodi, ma comunque si possono trovare, senza quindi considerarla del tutto e senza scampo poesia negativa, elementi e temi di notevole interesse.
La radice prima dell'amor di Patria di Zanella è da ricercare in quella prima educazione classicistica ricevuta nel Seminario Vicentino; precisamente in quel particolare clima in cui venivano favorevolmente accolte le opere di Giordani, di Gioberti, di Mamiani.
I versi Ad un amico, maturano proprio in quell'anno 1848, in cui, dopo l'elezione di Pio IX, il Primato del Gioberti andava a ruba, e uomini, come Paolo Mistrorigo, accendevano la gioventù di Vicenza alla guerra contro l'Austria, e Zanella stesso non mancava di tenere, nella Chiesa di S. Caterina, alcune prediche che fremevano di amor di patria. Manca, in questa poesia, furore e impeto esaltante, e non vi è, in essa, nulla di romantico; tutta una formazione classicistica fa qui la sua prima impegnativa prova a contatto con una realtà nuova e moderna.
Nasce la poesia come reazione ad una realtà che sembrava annullare i frutti di tante lotte e di tanti sacrifici e spegnere tante illusioni. Alla realtà il poeta oppone il sogno tentando nei suoi versi un compromesso tra antico e nuovo, pur prevalendo il gusto classico e di nuovo, di romantico veramente, vi è soltanto la materia. Una poetica, dunque, saldamente ancorata ad un gusto e a principi tradizionali, che si apre cautamente ad esperienze nuove.

### Il tema della campagna e degli umili nelle prime poesie
Questo compromesso tra antico e nuovo, si delinea negli endecasillabi a Possagno, che sono del 1849, ispirati dalla visita alla patria del Canova. In essi si trova un romanticismo che cerca una misura ideale di equilibrio per costruire il nuovo senza distruggere il vecchio.

Il tema della campagna e il tema degli umili, così schiettamente zanelliano, compare per la prima volta in certi versi del 1849 contenuti in una lettera inviata a Fedele Lampertico.
Si tratta di un quadretto di estrema semplicità, ma nello stesso tempo di un impressionismo veramente notevole. La colombella e l'anitrella, con quel diminutivo che rende l'immagine più scivolata, si muovono in quell'atmosfera gioiosa creata dal cadere della pioggia in una calda giornata di agosto, con un'immediata evidenza.
Il tema della campagna e dell'umile gente sarà ripresa in una poesia del 1851 Per un mio amico parroco nella quale si avverte un ritmo pacato che contribuisce al formarsi di un concreto ambiente poetico, in cui vivono i parchi coloni e i semplici pastori distribuiti lungo quelle strade di campagna che profumano di fiori, in un giorno di festa fra i dolci richiami delle campagne. Lo Zanella dell'Astichello è già tutto qui, in questa capacità di cantare un mondo costituzionalmente religioso, un mondo di povera gente, ma ricco di fede e di speranza.

### Il tema della patria nelle poesie dal 1867 al 1870
Gli anni dell'"ακμή" poetica del vicentino coincidono con l'unificazione d'Italia e con i difficili inizi della vita del nuovo Stato ed è esaminando le sue poesie patriottiche che veniamo a conoscenza di uno Zanella ben vivo nel suo tempo, partecipe delle passioni delle generazioni risorgimentali.
Nell'ode A Camillo Cavour (1867) il tema della Patria ritorna con particolare desiderio d'impegno, ma, anche questa poesia, così come per le prime di carattere patriottico, manca di calore, ed è priva, ad un'attenta analisi, di qualunque nota degna di rilievo.
Così in una poesia del 1868 intitolata Madre un'altra volta, si sente qualcosa di forzato e di voluto più che di sentito e sofferto. Forse è vero che Zanella fa troppo spesso, in questi versi, dell'oratoria, ma certo è che anche l'eloquenza, se è sostanziata da amore e pensiero, ha una sua validità.
Zanella credeva nella missione divina di Roma e sperava che l'Italia ritrovasse l'unità e la potenza antica.
Più originale La guerra nel settembre 1870, in cui non si trovano più i temi della letteratura risorgimentale, ma un cristiano, anche se languido, senso della tragicità della guerra. Tale nuovo sentire è permeato da una vaga humanitas virgiliana e a rendere belli questi versi, forse non poeticamente perfetti, è un alto sentimento umano, un accoramento sincero, una partecipazione commossa al destino delle genti che soffrono.
In un'altra poesia, La battaglia di Monte Berico, il poeta rievoca tutti i Vicentini, dai giovani alle canute fronti, che avevano combattuto valorosamente e che avevano preferito andare in esilio piuttosto che sottostare un'altra volta allo straniero e qui, la voce che canta la Patria, è espressione di sincero sentire.
Pertanto, se non si trova in questa poesia patriottica, l'impeto di un Carducci, troviamo altri elementi validi e grandi. Quel vedere una virtù di rinnovamento nelle stirpi umane, quella fede nella rinascita dell'Italia, è quello stesso sentire che gli fa cogliere una potenza vitale in tutto il cosmo, quel sentimento altissimo da cui nasce tutta la poesia.

### Il tema degli umili nelle poesie più tarde
Zanella celebra ed esalta, nei suoi versi, un'umanità oscura, umile e laboriosa che con la fatica, con la lotta, col lavoro sano e onesto si procura il pane per vivere.
Si potrebbe pensare, per questa socialità che aleggia nelle sue poesie, a certe derivazioni pariniane, ma il realismo sociale di Zanella è differente da quello di Parini, e questo perché in Zanella il realismo trova un limite nel suo gusto classicamente educato, che non lo lascia andare al di là del sentimento e gli impedisce di fare di esso, come per il Parini, un problema di stile e di linguaggio.
Come già in Possagno, così nella lirica Il lavoro (1865), il poeta canta la potenza e la capacità creativa della fatica umana. Vi è in questi versi, fiducia immensa nel lavoro, fede in Dio che guida la mano dell'uomo, esaltazione gioiosa del lavoro umano contro l'ozio.
Nella poesia L'Industria, l'approvazione del poeta va alla diffusione delle macchine, che si sostituiscono all'uomo nelle fatiche più aspre, e che ne affermano indirettamente la dignità. Egli prese a cuore il problema del latifondo che affliggeva l'economia nazionale e lo espresse nella lirica Risposta d'un contadino che emigra.
Nel Piccolo calabrese Zanella propose il triste problema dell'inumano commercio che avveniva nelle Calabrie, dei fanciulli condotti all'estero e costretti a mestieri infami.

### Il tema della famiglia
Ed è sempre tra gli umili che egli vede realizzato il suo ideale di famiglia, perché ritiene che proprio tra la povera gente si faccia più solido il mondo degli affetti.
Nella poesia Due vite egli riesce a cogliere e a fermare, con estrema semplicità, un ambiente dall'atmosfera intima, un momento di vita, creando un delizioso quadretto familiare. In questa lirica il poeta contrappone alla vita d'un uomo che, per gioie meno pure ha sempre rifiutato quelle del matrimonio, la vita di un vecchio contadino che ha lavorato con serena fatica e immensa fede, e che ora si trova, nell'ultima età, contornato da una lieta e numerosa famiglia.
Al tema della quiete domestica si ispira un'altra poesia: Il mezzogiorno in campagna (1870), poesia già vicina, e come stile e come contenuto, ai sonetti dell'Astichello. Troviamo infatti quegli elementi e temi fondamentali: l'amore per le creature, la religiosità in tutte le cose, che saranno sviluppati e ripresi in quei versi di esaltazione delle creature e del loro creatore.

### Zanella e il positivismo
Come nel campo della letteratura Zanella, partito da una formazione fondamentalmente classica, era giunto poco a poco ad aderire alle tendenze romantiche, così anche sul piano della formazione filosofica, dopo aver subito l'influsso del sensismo, si era rivolto allo spiritualismo, dedicandosi allo studio delle opere di Galuppi, di Rosmini e di Gioberti e aveva chiesto che si desse, contro il positivismo e il determinismo, allora in voga, maggior posto ai valori spirituali.
Nella dedica a Fedele Lampertico della prima edizione dei suoi versi, scrisse: "I soggetti che più volentieri ho trattato sono quelli di argomento scientifico, ma non è già l'oggetto della scienza che mi paresse capace di poesia, bensì i sentimenti che dalle scoperte della scienza nascono in noi; per questo non ho mai posto mano ad uno di questi soggetti, che prima non avessi trovato il modo di farvi campeggiare l'uomo e le sue passioni, senza cui la poesia, per ricca che sia d'immagini, è senza vita".
Era senza dubbio nei suoi propositi di fare una poesia scientifica, ma Zanella si accorse presto che il sapere scientifico si poneva al livello di un sapere assoluto, e quindi in aperto contrasto con la fede. Zanella era profondamente cattolico e quando si trattò di portare sul piano pratico quelle idee, così chiaramente espresse in prosa, l'iniziale trasporto venne ad essere frenato e scosso da altre preoccupazioni inevitabili alla sua anima religiosa.
Egli si trovava dinanzi al perpetuo problema della sintesi e quindi dei rapporti tra l'umano e il divino, problema che al tempo di Zanella si espresse storicamente con la polemica anticlericale dei positivisti liberali e razionalisti. Nel poemetto Milton e Galileo, del 1868, questo problema viene esposto in termini molto elevati.

### Il tema della scienza e della fede
Nella poesia zanelliana il tema della scienza è pertanto necessariamente collegato con il tema della fede. Nei versi Ad un'antica immagine della Madonna, del 1863, il poeta contrappone la fede semplice degli umili alle teorie superbe dei filosofi, che pretendono di abolire la religione sostituendo ad essa le nuove leggi scientifiche.
Un'altra protesta contro le nuove teorie del secolo, e, in questo caso, contro il darwinismo, è espressa nella poesia La veglia, ma mentre nella precedente poesia, lo sdegno che si esprime in versi dopo il dolcissimo canto alla fede, non ha note stonate, questo avviene nei versi de La Veglia.
Così in Microscopio e Telescopio si trovano lo stesso dolore per la mancanza di fede, per la superbia dell'uomo che crede di sostituire Dio e di svelarne i misteri. Il tema del mondo odierno che, superbo delle sue scoperte, ha dimenticato la fede degli avi, ritorna in altre odi come nella poesia Pel taglio di un bosco o negli endecasillabi Alla Madonna di Monte Berico.
Nella poesia L'Imitazione di Cristo, il problema del rapporto umano-divino viene risolto riducendo al minimo il termine umano. Il sentimento religioso è qui cantato con perfetta coerenza.
Eppure Zanella pur esprimendo in molte poesie il suo disprezzo per certe dottrine che sembrano distruggere i fondamenti dell'antico sapere, come il materialismo (in una poesia intitolata Sopra certi sistemi di filologia, composta nel 1877), ammirava certe opere del progresso, come ad esempio nella poesia Il taglio dell'Istmo di Suez.
Zanella fu dunque certamente suggestionato dalle conquiste della scienza, ma egli non cercò di sciogliere i problemi allora dibattuti cercando di trovare qualche nuova e valida sintesi di natura filosofica e teologica. Zanella aveva in sé troppo saldi i motivi dell'ortodossia cattolica perché si lasciasse suggestionare, in senso eterodosso, dagli splendori delle scienze e delle filosofie.
Dobbiamo rilevare inoltre, che vi fu in Zanella un forte contrasto tra il momento ideologico e il momento poetico. Questo perché in prosa poteva esprimere chiaramente le sue idee che nascevano dal sentimento e dalla fede, ma in poesia il sentimento e la fantasia non riuscivano ad essere contenute, e veniva così a mancare il necessario equilibrio per poter scrivere vere poesie di scienza.

### Il tema del cosmo
Ma uno degli aspetti più interessanti e più nuovi della poesia zanelliana, non sta certamente nella poesia che s'ispira alla storia, o alla natura o alla scienza, ma in quella particolare poesia astrale che ha per tema il cosmo. Già in alcuni versi del 1858 (ora pubblicati in: Poesie rifiutate disperse postume inedite, a cura di G. Auzzas e M. Pastore Stocchi, Vicenza, N. Pozza, 1991, a p. 396),  si avverte questo tema assai nuovo per quei tempi. Ed è senza dubbio singolare l'apparizione in questi versi del motivo che prelude ad esperienze di poeti moderni, in un periodo in cui il poeta sembrava ancora strettamente legato al passato. Eppure è indubbio che in questi versi appare per la prima volta un cielo, che non è quello della tradizione classica, ma un cielo già scientifico:

#### La conchiglia fossile
Questa singolare fantasia si esprime compiutamente nella sua poesia più famosa: Sopra una conchiglia fossile nel mio studio, scritta e pubblicata a Padova per nozze nel marzo 1864.
È stata tradotta in molte lingue. Il poeta Andrea Zanzotto la considera una lettura centrale nella sua prima formazione.

#### Zanella e Tommaseo
Anche in numerose liriche di Tommaseo è presente un cielo che si può definire scientifico ma una differenza balza subito evidente: in Tommaseo la poesia cosmica si inserisce nella più vasta poesia della Redenzione, in un tentativo che sembra preludere a quello di padre Teilhard, il "gesuita proibito", di accordare scoperte della scienza e dogma della Redenzione; mentre in Zanella si trova solo la contemplazione cristiana del vasto universo ove aleggia la potenza di Dio.
La creazione è, per il poeta, continua e perfetta, la natura si rinnova continuamente, nelle lontananze millenarie del tempo è il divenire dei mondi. La vita stessa, che si tramuta nel tempo e nello spazio con le forme più varie, non può morire e tutto quello che muore è pronto a rinascere.
Questo esprime il poeta nella poesia Microscopio e telescopio (già intitolata Natura e scienza) e ancora in un'altra poesia, Le palme fossili (1877).

#### Il tema della luna
Il tema della luna, tema tradizionale per la poesia, verrà ripreso dal poeta nella più tarda produzione, quella dei sonetti dell'Astichello.

#### Paura e sbigottimento davanti alla realtà cosmica
Un altro motivo, che sarà poi fondamentale nella poesia di Pascoli, è il sentimento di sbigottimento e di paura che prova l'uomo di fronte alla realtà cosmica. Zanella si propone anche il motivo della piccolezza della Terra di fronte all'universo, motivo che verrà poi ripreso e sviluppato da Pascoli, così come il tema dell'abitazione di altri mondi.
Il tema cosmico è presente anche nella poesia Microscopio e Telescopio, ed è in questa che si conclude la contemplazione del cielo. È presente, in questi versi, il motivo dei colori degli astri, motivo che Pascoli raccoglierà e svilupperà.
Si può concludere dicendo che nella poesia della maturità, Zanella oscilla tra il vecchio e il nuovo, fra le tradizioni e le nuove esperienze di pensiero e di arte, fra descrizione di vasto respiro cosmico in cui l'animo sembra obliare il presente.
Un ritmo sentimentale e un'atmosfera interiore che si esprime ora nella fuga verso forme e modi del presente, ora nell'oblioso abbandono in una serena contemplazione cosmica.

#### Devozione cattolica
Il 19 marzo 1885, in occasione della festa di san Giuseppe, compose una poesia devozionale in stile modernista su impulso di Giacomo Rumor della Società operaia cattolica di Vicenza.

## Opere

### Poesie
- Versi, Firenze, G. Barbera, 1868
- Poesie, Terza edizione, Firenze, Le Monnier, 1877
- Nuove Poesie, Venezia, L. Segré, 1878
- Astichello ed altre poesie, Milano, U. Hoepli, 1884
- Poesie, Quarta edizione, Firenze, Le Monnier, 1885
- Poesie, Nuova edizione, Firenze, Le Monnier, 1894, in 2 voll. (con la biografia scritta da Fedele Lampertico e la bibliografia zanelliana compilata da Sebastiano Rumor)
- Poesie, Firenze, Le Monnier, 1910, in 2 voll. (con un discorso di Arturo Graf e cenni biografici di Enrico Bettazzi)
- Poesie, Prima edizione completa, Firenze, Le Monnier, 1928
- Antologia zanelliana di poesie e prose, a cura di Enrico Bettazzi, Firenze, Le Monnier, 1930
- Poesie scelte, con introduzione e note di Carlo Calcaterra, Torino, SEI, 1946

### Traduzioni
- E. W. Longfellow, Evangelina, Traduzione di Giacomo Zanella, Milano, U. Hoepli, 1883
- E. W. Longfellow, Miles Standese (novella) e scelte poesie liriche, Traduzioni di Giacomo Zanella, Milano, U. Hoepli, 1883
- Teocrito, Idilli tradotti da Giacomo Zanella, Città di Castello, S. Lapi, 1886
- Varie versioni poetiche, Firenze, Le Monnier, 1887
- Versioni poetiche, con prefazione di E. Romagnoli, Firenze, Le Monnier, 1921, 2 voll.

### Saggistica
- Scritti varii,  Firenze, Le Monnier, 1877
- Storia della letteratura italiana dalla metà del Settecento ai giorni nostri, Milano, Vallardi, 1880 (edizione digitalizzata)
- Vita di Andrea Palladio, Milano, Hoepli, 1880
- Paralleli letterari. Studi, Verona,  Munster, 1885
- Della letteratura italiana nell'ultimo secolo, Città di Castello, S. Lapi, 1886